# Alfonso Del Drago Biscia Gentili
Alfonso Del Drago Biscia Gentili, III principe di Mazzano ed Antuni (Roma, 4 ottobre 1882 – Sydney, 22 novembre 1968), è stato un principe italiano.

## Biografia
Nato a Roma il 4 ottobre 1882, Alfonso era figlio di Ferdinando Del Drago Biscia Gentili, marchese di Riofreddo, (primogenito a sua volta di Filippo Massimiliano Del Drago Biscia Gentili, II principe di Mazzano ed Antuni e di Maria Milagros Munoz y Munoz, sorella di Isabella II di Spagna) e della sua prima moglie, la nobildonna spagnola Maria de la Gandara y Plazaolo. Per parte di suo padre era direttamente discendente da re Augusto III di Polonia e dai duchi di Sassonia e dai Borboni sovrani del Regno delle Due Sicilie. Sua madre morì quando Alfonso aveva appena quattro anni.
Quand morì suo padre nel 1906, Alfonso passò sotto la tutela di suo nonno, ed alla morte di quest'ultimo nel 1913 venne chiamato a succedergli al titolo di famiglia di principe di Mazzano ed Antuni. Due anni dopo, si offrì volontario nel Regio Esercito Italiano e combatté nella prima guerra mondiale, animato da sentimenti patriottici e nazionalisti. Terminò la guerra col rango di maggiore e con due decorazioni al merito. Dopo la guerra si iscrisse al Partito Nazionale Fascista e nel 1924 decise di trasferirsi a Sydney, in Australia. Sul trasferimento del principe Del Drago a lungo gli storici hanno discusso: secondo alcune fonti il suo arrivo in Australia fu dovuto alla volontà di abbandonare l'Italia per i troppi debiti contratti, mentre secondo altri il fatto è da ricondursi alla relazione che egli intraprese pochi anni prima con la baronessa Avanzo, ma quando venne da questa tradita con un altro uomo, decise di sfidarlo a duello, disposizione vietata dal codice penale italiano, e quindi costretto all'esilio per sfuggire alle conseguenze della giustizia.
In Australia fu il fondatore di un'organizzazione fascista australiana che riuniva i molti immigrati italiani presenti sull'isola che pure desideravano compartecipare al movimento fascista che dal 1922 aveva preso piede al governo dell'Italia. Sempre a Sydney fu il presidente dell'Italian Returned Soldiers’ Association che raccoglieva gli ex combattenti della prima guerra mondiale italiani poi emigrati in Australia.
Con l'apertura delle ostilità della seconda guerra mondiale, venne internato a Murchison, nello stato di Victoria, in quanto considerato personaggio "scomodo" ed eccessivamente legato al regime totalitarista italiano, in quanto oltretutto cugino col governatore fascista di Roma dell'epoca, il principe Giangiacomo Borghese. Fece scalpore quando, presentatosi di fronte allo sceriffo per la sua incarcerazione, lo salutò col saluto fascista. Venne trasferito successivamente al capo di Hay dove erano ospitati altri 2000 italiani dove le autorità locali gli chiesero di guidare il coordinamento del campo in quanto egli era il più alto per rango, nonché il più anziano per grado militare ed età. Quando il governo italiano seppe dell'internamento del principe Del Drago cercò di garantirgli la libertà con uno scambio di prigionieri, ma il governo australiano rifiutò ogni contrattazione. Fu durante questo periodo che accadde un incidente che portò alla morte di un internato che venne trovato morto colpito da un oggetto contundente; per quanto il Del Drago avesse avuto con lui un diverbio per questioni politiche, non fu mai accusato dell'omicidio ed il caso venne archiviato come morte accidentale. Nel dicembre del 1943 venne trasferito con gli altri italiani al campo di prigionia n. 14 a Loveday, nell'Australia meridionale e dopo la fine della guerra venne rilasciato, ritirandosi a vita privata.
Morì a Sydney il 22 novembre 1968. Non essendosi mai sposato e non avendo mai avuto figli, gli succedette il nipote Giovanni Francesco, figlio di suo fratello minore Rodolfo.

## Albero genealogico
|                                                                                 |                                        |                                                     | Genitori                                                |  |  | Nonni |  |  | Bisnonni                                                         |  |  | Trisnonni                                                 |  |
|                                                                                 |                                        |                                                     |                                                         |  |  |       |  |  | Urbano Del Drago Biscia Gentili, I principe di Mazzano ed Antuni |  |  | Giovanni Battista Del Drago Biscia, marchese di Riofreddo |  |
|                                                                                 |                                        |                                                     |                                                         |  |  |       |  |  | Urbano Del Drago Biscia Gentili, I principe di Mazzano ed Antuni |  |  | Giovanni Battista Del Drago Biscia, marchese di Riofreddo |  |
|                                                                                 |                                        | Cecilia Negroni                                     |                                                         |  |  |       |  |  | Urbano Del Drago Biscia Gentili, I principe di Mazzano ed Antuni |  |  |                                                           |  |
| Filippo Massimiliano Del Drago Biscia Gentili, II principe di Mazzano ed Antuni |                                        |                                                     |                                                         |  |  |       |  |  | Urbano Del Drago Biscia Gentili, I principe di Mazzano ed Antuni |  |  |                                                           |  |
|                                                                                 |                                        | Teresa Massimo                                      | Massimiliano Camillo VIII Massimo, I principe di Arsoli |  |  |       |  |  |                                                                  |  |  |                                                           |  |
|                                                                                 |                                        | Teresa Massimo                                      | Massimiliano Camillo VIII Massimo, I principe di Arsoli |  |  |       |  |  |                                                                  |  |  |                                                           |  |
|                                                                                 |                                        | Teresa Massimo                                      | Maria Cristina di Sassonia                              |  |  |       |  |  |                                                                  |  |  |                                                           |  |
| Ferdinando Del Drago Biscia Gentili, marchese di Riofreddo                      |                                        | Teresa Massimo                                      |                                                         |  |  |       |  |  |                                                                  |  |  |                                                           |  |
|                                                                                 |                                        | Agustín Fernández Muñoz                             | Juan Antonio Muñoz y Funes, I conte di Retamoso         |  |  |       |  |  |                                                                  |  |  |                                                           |  |
|                                                                                 |                                        | Agustín Fernández Muñoz                             | Juan Antonio Muñoz y Funes, I conte di Retamoso         |  |  |       |  |  |                                                                  |  |  |                                                           |  |
|                                                                                 |                                        | Agustín Fernández Muñoz                             | Eusebia Sánchez y Ortega                                |  |  |       |  |  |                                                                  |  |  |                                                           |  |
| Maria Milagros Muñoz y Borbon                                                   |                                        | Agustín Fernández Muñoz                             |                                                         |  |  |       |  |  |                                                                  |  |  |                                                           |  |
|                                                                                 |                                        | Maria Cristina di Borbone-Due Sicilie               | Francesco I delle Due Sicilie                           |  |  |       |  |  |                                                                  |  |  |                                                           |  |
|                                                                                 |                                        | Maria Cristina di Borbone-Due Sicilie               | Francesco I delle Due Sicilie                           |  |  |       |  |  |                                                                  |  |  |                                                           |  |
|                                                                                 |                                        | Maria Cristina di Borbone-Due Sicilie               | Maria Isabella di Borbone-Spagna                        |  |  |       |  |  |                                                                  |  |  |                                                           |  |
| Alfonso Del Drago Biscia Gentili, III principe di Mazzano ed Antuni             |                                        | Maria Cristina di Borbone-Due Sicilie               |                                                         |  |  |       |  |  |                                                                  |  |  |                                                           |  |
|                                                                                 | José Benigno de la Gándara y Castañedo | Antonio de la Gándara                               |                                                         |  |  |       |  |  |                                                                  |  |  |                                                           |  |
|                                                                                 | José Benigno de la Gándara y Castañedo | Antonio de la Gándara                               |                                                         |  |  |       |  |  |                                                                  |  |  |                                                           |  |
|                                                                                 | José Benigno de la Gándara y Castañedo | Javiera Castañedo                                   |                                                         |  |  |       |  |  |                                                                  |  |  |                                                           |  |
| Joaquín de la Gándara y Navarro                                                 | José Benigno de la Gándara y Castañedo |                                                     |                                                         |  |  |       |  |  |                                                                  |  |  |                                                           |  |
|                                                                                 |                                        | Manuela de Navarro y Pérez de Irugo                 | Joaquín Gerónimo Navarro y Gil                          |  |  |       |  |  |                                                                  |  |  |                                                           |  |
|                                                                                 |                                        | Manuela de Navarro y Pérez de Irugo                 | Joaquín Gerónimo Navarro y Gil                          |  |  |       |  |  |                                                                  |  |  |                                                           |  |
|                                                                                 |                                        | Manuela de Navarro y Pérez de Irugo                 | Manuela Pérez de Irujo y Arellano                       |  |  |       |  |  |                                                                  |  |  |                                                           |  |
| Maria Ana de la Gandara y Plazaolo                                              |                                        | Manuela de Navarro y Pérez de Irugo                 |                                                         |  |  |       |  |  |                                                                  |  |  |                                                           |  |
|                                                                                 |                                        | Francisco de Paula de Plazaola y Mateo              | …                                                       |  |  |       |  |  |                                                                  |  |  |                                                           |  |
|                                                                                 |                                        | Francisco de Paula de Plazaola y Mateo              | …                                                       |  |  |       |  |  |                                                                  |  |  |                                                           |  |
|                                                                                 |                                        | Francisco de Paula de Plazaola y Mateo              | …                                                       |  |  |       |  |  |                                                                  |  |  |                                                           |  |
| Rosa María de la Caridad de Plazaola y Limonte                                  |                                        | Francisco de Paula de Plazaola y Mateo              |                                                         |  |  |       |  |  |                                                                  |  |  |                                                           |  |
|                                                                                 |                                        | María Ana de Jesús de Limonte y Sánchez de Plazaola | …                                                       |  |  |       |  |  |                                                                  |  |  |                                                           |  |
|                                                                                 |                                        | María Ana de Jesús de Limonte y Sánchez de Plazaola | …                                                       |  |  |       |  |  |                                                                  |  |  |                                                           |  |
|                                                                                 |                                        | María Ana de Jesús de Limonte y Sánchez de Plazaola | …                                                       |  |  |       |  |  |                                                                  |  |  |                                                           |  |
|                                                                                 |                                        | María Ana de Jesús de Limonte y Sánchez de Plazaola |                                                         |  |  |       |  |  |                                                                  |  |  |                                                           |  |